# Euphrasia alpina
Eufrasia delle Alpi (nome scientifico Euphrasia alpina Lam., 1786) è una piccola pianta erbacea montana, appartenente alla famiglia delle Orobanchaceae.

## Etimologia
Il nome generico (Euphrasia) venne introdotto nella classificazione scientifica delle piante da Linneo nel 1735 ed è derivato da una parola greca "εuφροσύνη" (= gioia, allegria, diletto, ilarità). Qualche altro testo fa riferimento a una delle “tre Grazie” (celebrate nell'opera più conosciuta di Antonio Canova), chiamata appunto “Eufrosine”, figlia di Zeus. L'epiteto specifico (alpina) fa riferimento all'habitat tipico di questa pianta.
Il binomio scientifico attualmente accettato (Euphrasia alpina) è stato proposto dal naturalista, zoologo, botanico enciclopedista e chimico francese Jean-Baptiste de Lamarck (1744-1829) nella pubblicazione ""Encyclopedie Methodique. Botanique. Paris - 2(1): 400. 1786"" del 1805.

## Descrizione

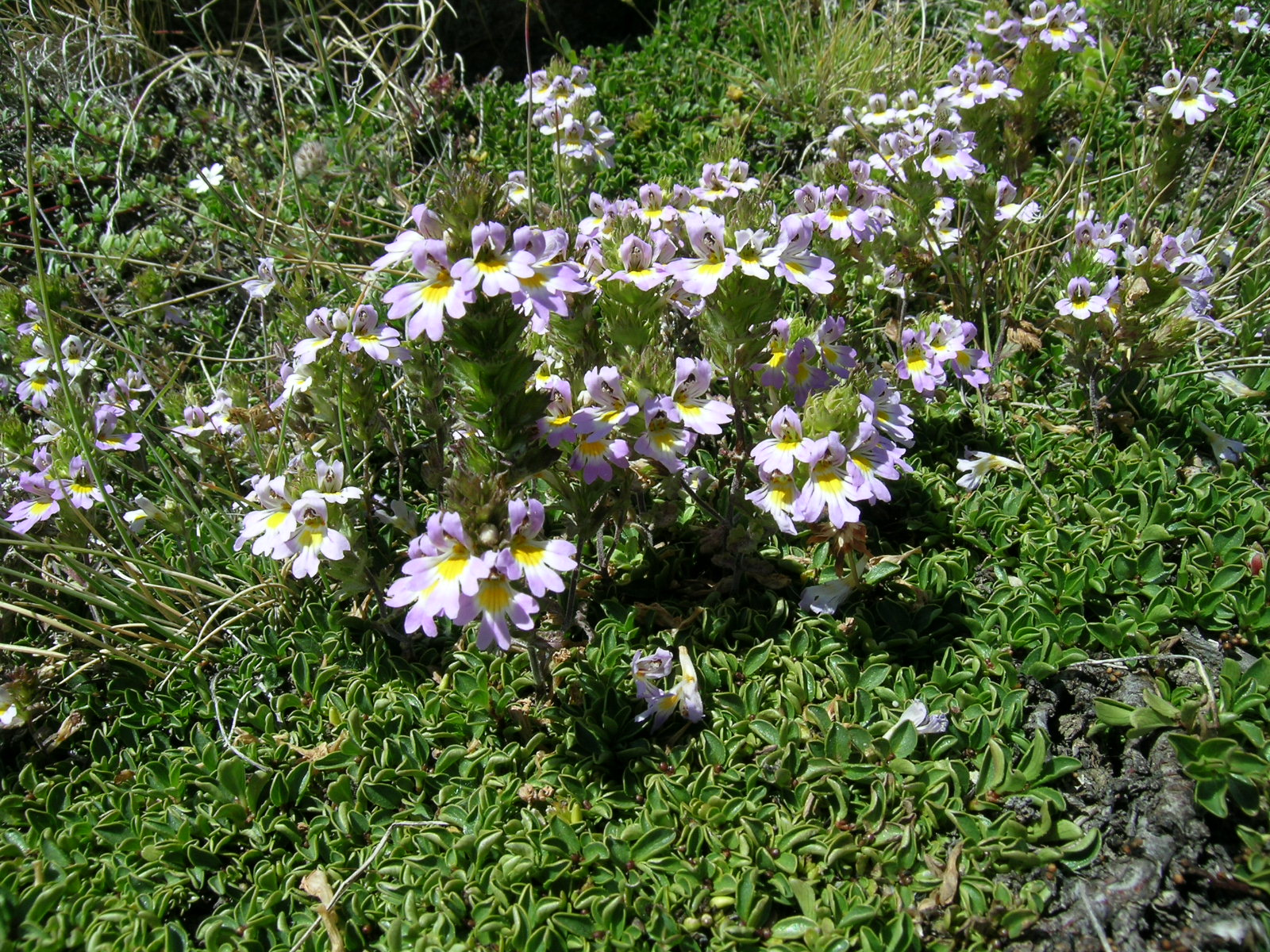
Portamento

Sono delle piante “emiparassita” : vivono sulle radici di altre piante per prelevare acqua e sali minerali, mentre sono capaci di svolgere la funzione clorofilliana (al contrario delle piante “parassite assolute”). Il portamento è eretto e comunque con minime altezze: 3 – 20 cm. La forma biologica è terofita scaposa (T scap), ossia sono piante erbacee che differiscono dalle altre forme biologiche poiché, essendo annuali, superano la stagione avversa sotto forma di seme, sono inoltre munite di asse fiorale eretto con poche foglie. La superficie di queste piante può essere pubescente oppure glabra.

### Radici
La radice è piccola e legnosa.

### Fusto
Il fusto è eretto, semplice o poco ramoso.

### Foglie
Le foglie sono sessili e sono disposte in modo alternato nella parte basale, e in modo opposto nei pressi dell'infiorescenza. Hanno il margine dentato (3 - 4 denti acuti per lato, più uno apicale). La forma è molto variabile, comunque normalmente è ovale-stretta con base cuneata. La pagina inferiore è percorsa da grossolane nervature. Entrambe le pagine sono verdi, quindi svolgono la normale funzione clorofilliana.

### Infiorescenza
L'infiorescenza è formata da fogliose spighe terminali di pochi fiori. Questi sono disposti in modo sessile all'ascella di brattee romboidali, brevemente pelose e poco differenziate dalle foglie, ma lievemente più grandi. Queste foglie-brattee hanno un rapporto lunghezza/larghezza di circa 1 – 2,5, con larghezza massima verso la metà della foglia. Sono dentate (3 – 6 lunghi dentelli per lato) e il dente apicale è acuto (con un angolo minore di 90º), mentre i denti laterali hanno un angolo ancora più acuto (minore di 45º). Lunghezza dei dentelli: 1,5 – 3 mm

### Fiore

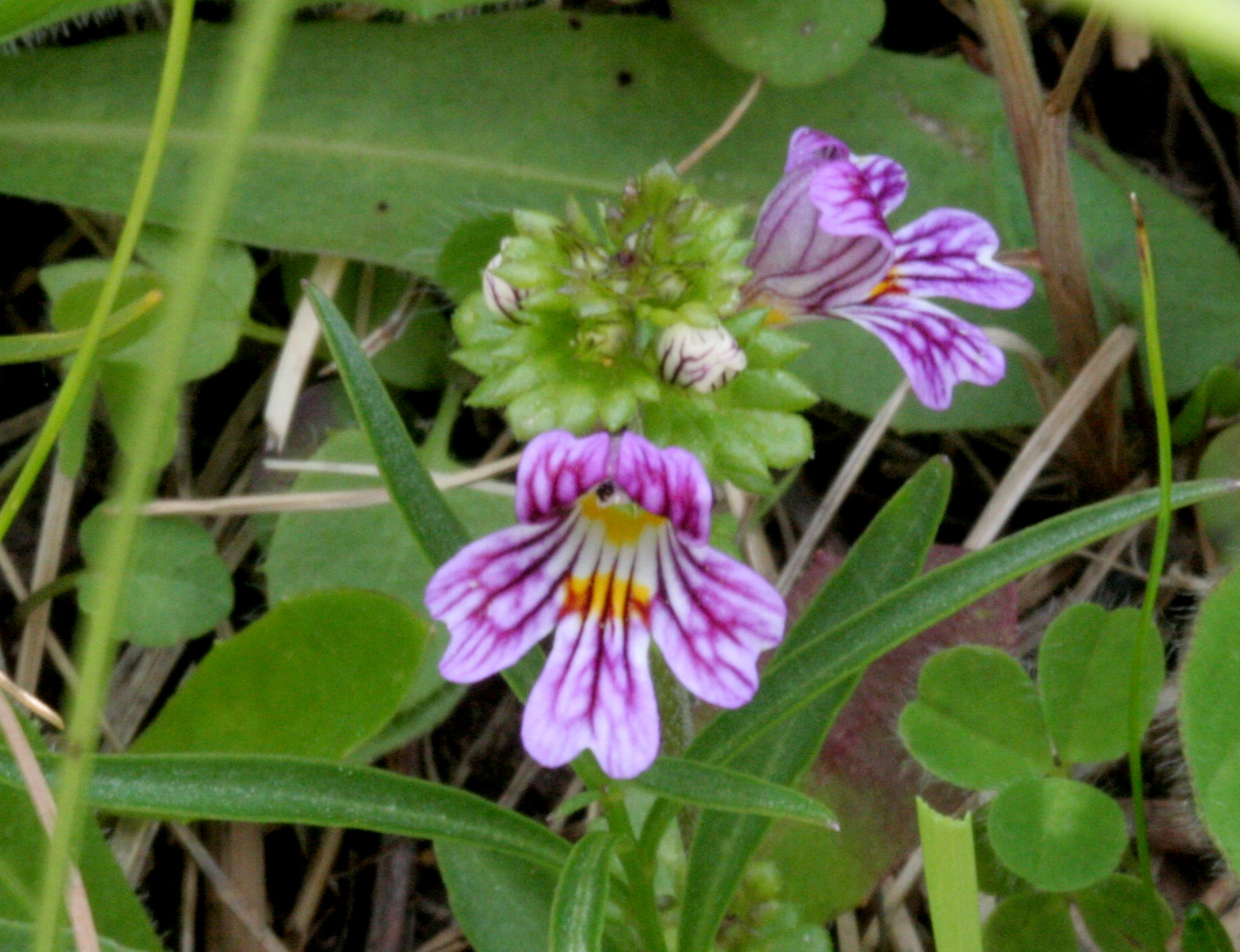
I fiori
Località: Cortina (BL), 1400 m s.l.m. - 25/07/2008

I fiori sono ermafroditi, zigomorfi e tetraciclici (con i quattro verticilli fondamentali delle Angiosperme: calice – corolla – androceo – gineceo).
- Formula fiorale: per questa pianta viene indicata la seguente formula fiorale:

X, K (4), [C (2+3), A 2+2], G (2), (supero), capsula
- Calice: il calice, gamosepalo, ha quattro denti (tetramero); la forma è tubulosa-campanulata.
- Corolla: la corolla, pentamera (a cinque lobi), simpetala, è bilabiata; il labbro superiore ha una forma che ricorda un elmo squadrato dal bordo smarginato o anche bilobo con un orlo rovesciato all'indietro; il labbro inferiore è a tre lobi anch'essi con i bordi smarginati e a loro volta divisi in due lobi. La corolla è priva di sperone, sacco o gozzo. I due labbri formano un angolo retto, e quello inferiore è più dilatato e lungo almeno 1,5 volte quello superiore. Il colore è lillacino-violetto con striature longitudinali violacee e una macchia chiara o gialla al centro della corolla. Lunghezza della corolla : 8 – 14 mm.
- Androceo: gli stami sono quattro didinami (2 lunghi più 2 brevi); sono inseriti nel tubo corollino, in particolare ascendono sotto il labbro superiore della corolla. Le antere sono conniventi ed hanno una loggia portante un cornetto allungato. Le sacche polliniche hanno l'estremità inferiore a forma di freccia[9],
- Gineceo: i carpelli sono due e formano un ovario supero biloculare (derivato dai due carpelli iniziali). Lo stilo è unico lievemente più lungo degli stami ed è inserito all'apice dell'ovario; lo stimma è capitato.
- Fioritura: da giugno a ottobre.

### Frutti
Il frutto è del tipo a capsula deiscente. La forma è oblunga, cavato-compressa e contiene diversi piccoli semi striati. La capsula è cigliata al margine e la lunghezza è come quella del calice. Lunghezza della capsula : 5 – 8 mm.

## Riproduzione
- Impollinazione: l'impollinazione avviene tramite insetti (impollinazione entomogama).
- Riproduzione: la fecondazione avviene fondamentalmente tramite l'impollinazione dei fiori (vedi sopra).
- Dispersione: i semi cadendo a terra sono successivamente dispersi soprattutto da insetti tipo formiche (disseminazione mirmecoria).

## Distribuzione e habitat

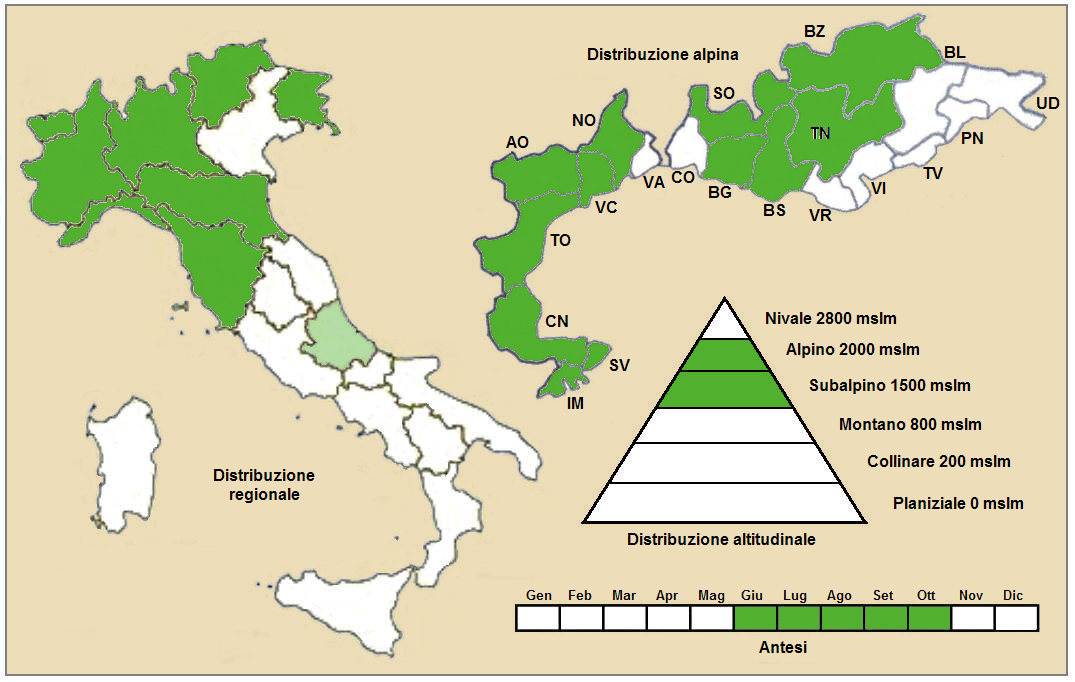
Distribuzione della pianta
(Distribuzione regionale – Distribuzione alpina)

- Geoelemento: il tipo corologico (area di origine) è Orofita – Sud Ovest Europeo.
- Diffusione: in Italia questa pianta è diffusa solamente sulle Alpi (centro- occidentali), ed è considerata rara. Sui rilievi europei è presente solamente nelle seguenti zone: Massiccio Centrale e Pirenei.[11]
- Habitat: l'habitat tipico sono i prati e pascoli alpini (praterie rase subalpine e alpine). Il substrato preferito è siliceo con pH acido e terreno povero di sostanze nutrizionali e secco.[11]
- Diffusione altitudinale: sui rilievi queste piante si possono trovare dai 600 fino ai 2000 m s.l.m.; frequentano quindi i seguenti piani vegetazionali: subalpino, alpino (e in parte quello montano).

## Fitosociologia
Dal punto di vista fitosociologico la specie di questa scheda appartiene alla seguente comunità vegetale:
Formazione : delle comunità delle praterie rase dei piani subalpino e alpino con dominanza di emicriptofite.
Classe : Juncetea trifidi

## Tassonomia
La famiglia di appartenenza della specie (Orobanchaceae) comprende soprattutto piante erbacee perenni e annuali semiparassite (ossia contengono ancora clorofilla a parte qualche genere completamente parassita) con uno o più austori connessi alle radici ospiti. È una famiglia abbastanza numerosa con circa 60 - 90 generi e oltre 1700 - 2000 specie (il numero dei generi e delle specie dipende dai vari metodi di classificazione) distribuiti in tutti i continenti. Il genere Euphrasia è distribuito in Europa, Asia settentrionale e Nord America; le sue specie preferiscono climi freddi e temperati delle regioni extratropicali. Comprende circa 170 -350 specie di cui almeno 18 sono presenti nella flora spontanea italiana.

### Filogenesi
La classificazione tassonomica del Euphrasia alpina è in via di definizione in quanto fino a poco tempo fa il suo genere apparteneva alla famiglia delle Scrophulariaceae (secondo la classificazione ormai classica di Cronquist), mentre ora con i nuovi sistemi di classificazione filogenetica (classificazione APG) è stata assegnata alla famiglia delle Orobanchaceae (anche i livelli superiori sono cambiati - vedi box tassonomico a destra).

La famiglia Orobanchaceae in base agli ultimi studi di tipo filogenetico è monofiletica e viene divisa in 8 gruppi (tra tribù e generi isolati). Il genere Euphrasia appartiene alla tribù Rhinantheae Lamarck & de Candolle (con 18 generi totali e 540 specie) insieme ad altri due generi importanti: Bartsia e Rhinanthus.
Sandro Pignatti nella sua “Flora d'Italia” divide il genere in due “gruppi”: sezione CILIATAE con capsula cigliata al margine; e sezione ANGUSTIFOLIAE con capsula glabra. Euphrasia alpina appartiene al primo gruppo insieme alle altre seguenti specie spontanee del territorio italiano:
- Euphrasia kerneri Wetts. - Eufrasia di Kerner;
- Euphrasia picta Wimm. - Eufrasia variopinta;
- Euphrasia rostkoviana Hayne - Eufrasia officinale;
- Euphrasia marchesetti Wetts. - Eufrasia di Marchesetti;
- Euphrasia stricta D.Wolff. - Eufrasia stretta;
- Euphrasia hirtella Jordan – Eufrasia pelosetta;
- Euphrasia pulchella Kerner – Eufrasia gracile;
- Euphrasia liburnica Wetts. - Eufrasia della Liburnia;
- Euphrasia minima Jacq. ex DC. - Eufrasia minima.

Quasi tutte queste specie sono distribuite nel Nord Italia, soprattutto sono riunite nella zona alpina (a parte Euphrasia liburnica) per cui facilmente si creano degli ibridi; oltre a questo sono piante molto simili, per cui a volte risulta difficile la distinzione tra una specie e l'altra.

### Variabilità
Come le altre specie del genere Euphrasia, anche l'”Eufrasia delle Alpi” è un fiore molto variabile. È inoltre presente un certo dimorfismo stagionale (dimorfismo dovuto a due fioriture successive nello stesso anno) :
- forma primaverile-estiva: gli internodi sono più lunghi delle brattee, in questo modo l'infiorescenza è allungata; i fusti inoltre sono poco ramosi;
- forma estivo-autunnale: gli internodi sono più brevi, in questo modo l'infiorescenza è accorciata; i fusti inoltre sono più ramosi.

Non sempre c'è accordo fra i vari Autori se una certa varietà può essere definita come sottospecie oppure specie autonoma. Qui vengono elencate alcune specie che secondo Pignatti sono molto “affini” a quella di questa voce:
- Euphrasia christii Favrat: la macchia centrale gialla è più marcata.
- Euphrasia cisalpina Pugsley: il portamento è più lussureggiante; i denti delle foglie sono più lunghi e la capsula è più corta. È diffusa soprattutto nelle Alpi Svizzere.
- Euphrasia songeonii Chabert (ora considerata sinonimo di Euphrasia alpina).

Nell'elenco seguente sono indicate alcune varietà e sottospecie (l'elenco può non essere completo e alcuni nominativi sono considerati da altri autori dei sinonimi della specie principale o anche di altre specie):
- Euphrasia alpina Lam. subsp. asturica (Pugsley) Nava & Fern. Casado (1986)
- Euphrasia alpina Lam. subsp. cantabrica (Font Quer & Rothm.) G. Monts. (1984)
- Euphrasia alpina Lam. subsp. pulchra O. Bolòs & Vigo (1983)
- Euphrasia alpina Lam. var. alpina R. Br. (1846)
- Euphrasia alpina Lam. var. angustifolia Benth. (1846)
- Euphrasia alpina Lam. var. humilis Benth. (1846)

### Ibridi
- Euphrasia alpina x stricta.[17]

### Sinonimi
La specie di questa scheda ha avuto nel tempo diverse nomenclature. L'elenco seguente indica alcuni tra i sinonimi più frequenti:
- Euphrasia alpina Bubani (1897)
- Euphrasia alpina R. Br. (1810)
- Euphrasia alpina Gremli (1893)
- Euphrasia christii Favrat
- Euphrasia sennenii (Chabert) Sennen
- Euphrasia songeonii Chabert

### Specie simili

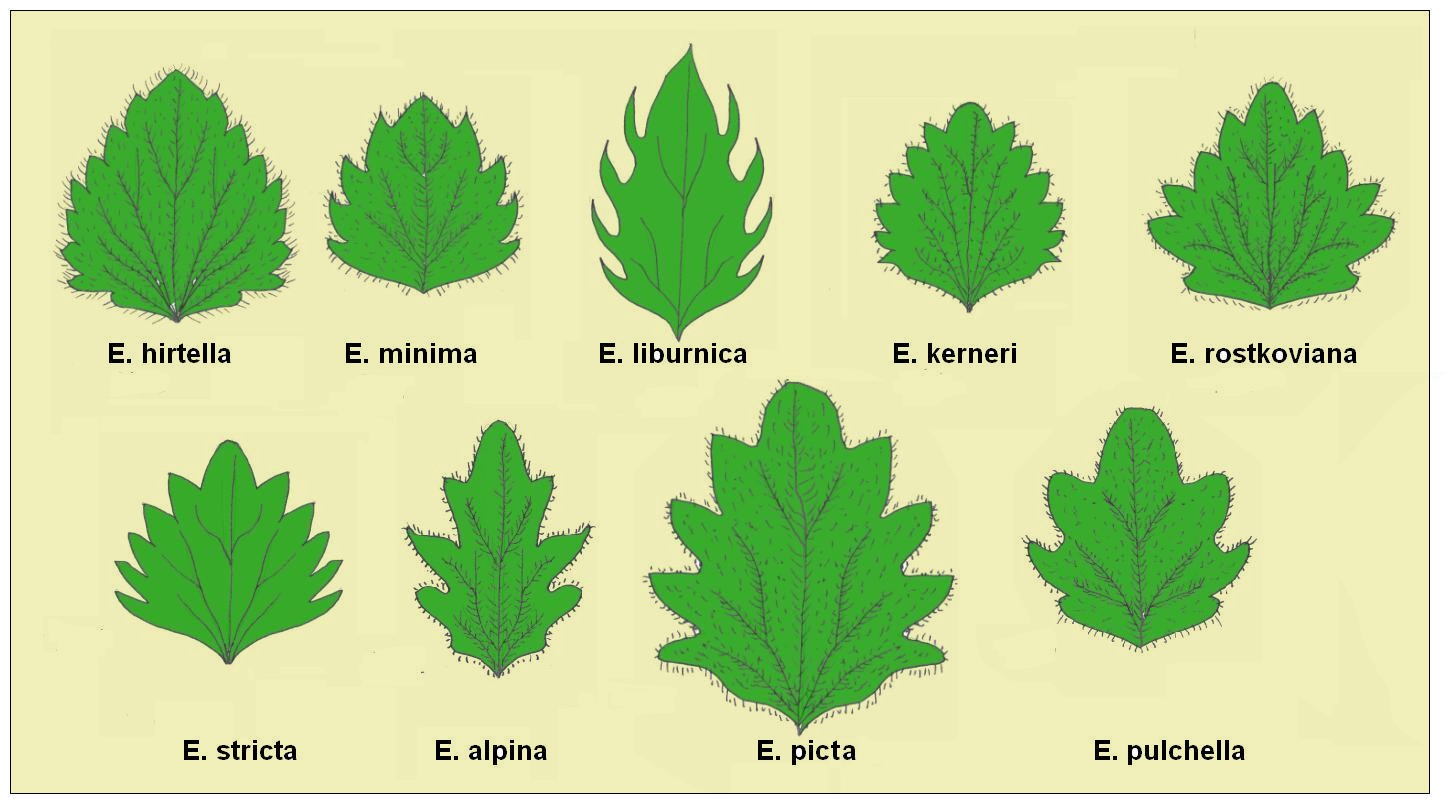
Foglie di alcune specie della sezione Ciliatae

La forma della corolla (labiata) del fiore avvicina la pianta di questa voce ai generi della famiglia delle Lamiaceae che tuttavia si distinguono in quanto il calice delle Lamiaceae è a cinque denti (pentamero) e il frutto è un tetrachenio.

Nell'ambito dello stesso genere una specie molto vicina è l'Euphrasia rostkoviana Hayne (Eufrasia officinale). Quest'ultimo fiore si distingue comunque per le brattee la cui zona più larga è a 1/3 dalla base, ed inoltre hanno la base rotonda (non a cuneo). Il colore della corolla è più decisamente bianco. Le differenze tra la varie specie di Euphrasia sono estremamente deboli anche a causa della variabilità di questo genere. Anche le foglie, in genere, sono soggette a varietà morfologiche, tuttavia hanno dei caratteri abbastanza specifici per cui possono essere utili per distinguere una specie dall'altra. Il disegno, a lato (tratto da Pignatti), mostra la forma delle foglie di alcune specie della sezione Cilatae.

## Usi

### Farmacia
Le proprietà farmacologiche di queste piante (derivate soprattutto dalla medicina popolare antica) sono molto simili a quelle di altre specie dello stesso genere Euphrasia. Il nome di Euphrasia officinalis dato inizialmente da Linneo sembra sia in realtà un nome collettivo di varie specie affini e poco distinguibili (attualmente è considerata una denominazione ambigua). In effetti la variabilità delle specie del genere Euphrasia è molto marcata creando non poche difficoltà ai vari botanici intenti a dividere tassonomicamente le varie specie.

Per questa specie quindi sono indicate fin dai tempi antichi le seguenti proprietà curative: tonica (rafforza l'organismo in generale), digestiva, astringente (limita la secrezione dei liquidi), diuretiche (facilita il rilascio dell'urina) e vulneraria (guarisce le ferite).

## Altre notizie
L'eufrasia alpina in altre lingue è chiamata nei seguenti modi:
- (DE)  Alpen-Augentrost
- (FR)  Euphraise des Alpes